# ساعة بخورية

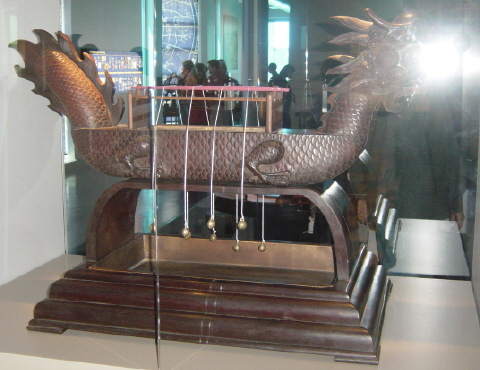
نموذج طبق الأصل لساعة بخورية صينية قديمة.

الساعة البخورية هي آلة قياس وقت صينية اخترعت في عهد أسرة سونغ، ومنها انتشرت للبلدان المجاورة كاليابان. كانت أجسام تلك الساعات على هيئة مباخر تحمل عصي أو مسحوق من البخور ذات معدل احتراق معروف، وتستخدم لقياس الوقت. قد تحتوي تلك الساعات أيضًا على أجراس ونواقيس تصدر أصواتًا. وعلى الرغم من أن الساعات المائية والفلكية كانت معروفة في الصين، إلا أن الساعات البخورية كانت شائعة الاستخدام في المنازل والمعابد.